# 岩橋山
岩橋山（いわはしやま）は、大阪府と奈良県の府県境上に峰を連ね大阪平野と奈良盆地を隔てる、金剛山地の一角を構成する、標高658.8mの山であり、大阪府山岳連盟からは大阪50山、奈良県からは奈良百遊山として、ノミネートされている。山頂には三等三角点「葛城山1」が設置されている。山域は、近接する二上山や大和葛城山などの山々とともに金剛生駒紀泉国定公園に指定されている。あまり有名ではない山であるが、大阪の中心部から近くハイキング感覚で来られることや、古代のロマンを感じさせる巨岩群を巡れる事などもあって、金剛山地を歩くハイカーには人気がある。 

## 解説

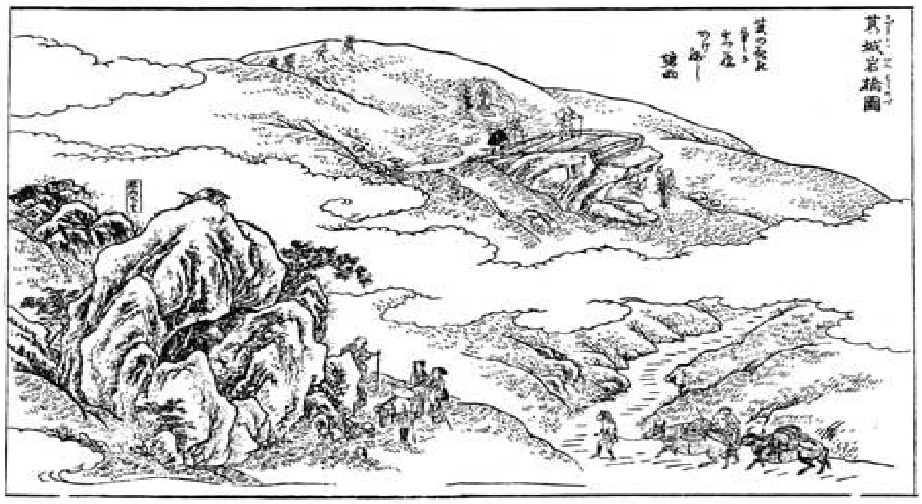
1801年に発刊された『河内名所図会』に描かれた岩橋山。久米の岩橋も描かれている

岩橋山は、明神山や二上山、葛城山や金剛山などとともに金剛山地を構成している峰の一つであり、大阪府山岳連盟が制定した大阪50山に入っている。場所は竹ノ内峠の南にあり、山頂は大阪府南河内郡河南町と奈良県葛城市にまたがっている。府県境上を縦走するように走るダイヤモンドトレールが、山頂を通過している為、二上山や葛城山と合わせて縦走する人も多い。役行者が、地元の御所市に鎮座する一言主神をはじめとする、日本の神々に命じて、奈良県の吉野地方にある金峰山まで、岩の橋を架けようとしたという伝説が伝えられている事から、岩橋山という名前がついたとされている。

## 山の自然
山頂付近は、美しく植林された杉や桧など、針葉樹の美林が広がっている。その針葉樹林の林床には、メダケやクマザサなどのササ植物、フユノハナワラビやアイノコクマワラビ、イヌワラビやハリガネワラビ、ヤマイヌワラビなどのワラビやシシガシラ、ベニシダ、ミゾシダ、キヨタキシダなどのシダ植物が群生している。

## 久米の岩橋伝説

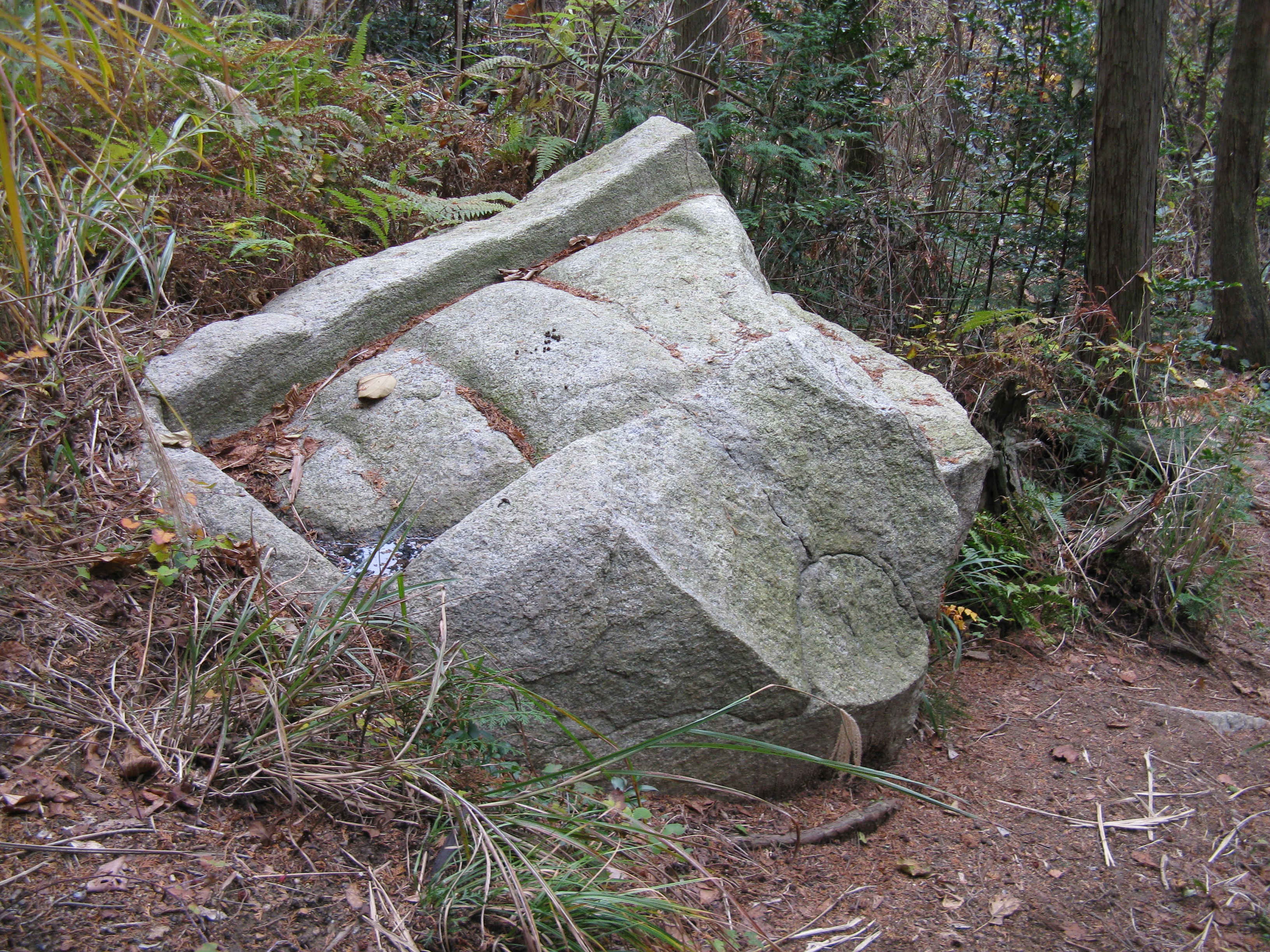
久米の岩橋

河内と大和の国境にある葛城山(ここでいう葛城山とは、金剛山地全般を指している。詳細は「葛城山」の呼称を参照)で修行していた役行者は、修行の為、吉野金峰山から大峰山にも山入りするようになった。その結果、役行者に帰依していた一般人も彼を見習って葛城山と吉野金峰山の両聖地を目指して信仰登山を開始しだした。
役行者自身は空を飛べるため、この2つの聖地の間を行き来することは、容易いものであったものの、帰依している信者達が両山を往復することは、当時としては、相当に困難を極めたとされている。そこで、行者は帰依する者達が簡単に、吉野と葛城を行き来できるようにするために、葛城山と金峰山の間にある大和盆地上空に岩の橋を架橋しようとした。
役行者に工夫として動員させられた神々は「我々の姿は醜く、恥ずかしいので、架橋工事は夜だけにしたい」と、役行者に申し述べたという。それに対して、役行者は動員されていた、神々の中に一言主神を見つけ「そんなことで一々、恥ずかしがる必要があろうか」と責め立てたという。それに対し「そのような事さえも分からないのだったら、これ以上の協力はできない」と抗議した。その一言主神の態度に怒った役行者は、一言主神を捕らえて、葛の蔓で7周も縛り、更に呪縛した上で金剛山中の谷底に放置したが、そのような役行者の仕打ちを恨んだ一言主神は都の町衆や貴族の魂に乗り移り、平安京に「役行者が世を乱そうと企んでいる」との偽情報を都人の口を使ってふりまいた。
その噂を真に受けた、朝廷は、役行者を捕まえ、文武天皇3年5月24日（699年6月29日）に、伊豆の国の大島に島流しにした。そのため吉野金峰山への岩橋架橋工事は中断してしまい、未完成のものとなったとされている。
その時の名残が岩橋山中にある「久米の岩橋」であるとされている。
なお、説によっては、岩橋は大峰山の山上ヶ岳「西の覗き」付近から金剛山方面へ架けようとしたというものもある。
また、和歌で男女の契りが成就しないことのたとえにも転用される。
葛城や渡しもはてぬものゆゑに苔生ひにけり(『千載和歌集』)　
ここに出てくる、「葛城や渡し」というのが、久米の岩橋の事であるとの解釈が一般的である。

## 行き方

### 鉄道･バスなどの、最寄駅/停留所から
- 近鉄長野線喜志駅または富田林駅から、金剛バスで府立近つ飛鳥博物館前バス停へ。そこから東へ向かい、途中、磐船神社、高貴寺、河南町平石集落、平石峠を経て山頂まで約6km。[12]

※この他、平石から、ツルベ谷と呼ばれる谷筋を上がっていくコース(この場合は、久米の岩橋や胎内めぐりなどに直接行くことができるが、コース自体がややわかりにくく注意が必要である。)もあるほか、岩橋峠を経由するコースもある。
※　富田林駅から平石まで金剛バスで来ることも可能であるが、バスの本数が非常に少ないので注意が必要である。
- 近鉄南大阪線磐城駅から、西へ向かい長尾神社、竹ノ内、平石峠を経て、山頂まで約6.5km。[12]

尚、この他にもルートはあるが、岩橋山付近の登山道は分岐が多く、あまり慣れていない人が行く場合、迷うこともあるので注意が必要である。

### 近隣の山から
- 二上山からは南下して、竹ノ内峠、平石峠を経て、山頂まで約5km。

（二上山←約1.7km→竹内峠←約1.7km→平石峠←約1.5km→岩橋山山頂）
- 葛城山からは北上して、持尾辻、岩橋峠を経て、山頂まで約5.5km。[12]

（葛城山山頂←約1.1km→学校山(葛城山北尾根コース分岐　(ここから奈良交通葛城ロープウェイ前バス停まで約2.2km))←約2.4km→持尾辻←約1.6km→岩橋峠←約0.3km→岩橋山山頂)
いずれの経路を通ったとしても、山頂へ上がるには、基本的に岩橋峠、平石峠のいずれかから登る事となることが多いが、どちらから上がるにしても、急な階段を登る必要があるので注意が必要である。